# Famille de Benoist de La Prunarède
 (avril 2024).
Il peut être nécessaire de l'améliorer pour respecter le principe de neutralité de point de vue. Veuillez consulter la page de discussion pour plus de détails.

La famille de Benoist de La Prunarède est une famille subsistante de la noblesse française, originaire de l'Hérault.
Elle compte parmi ses membres des officiers.

## Histoire
La famille de Benoist de La Prunarède est originaire des environs de Montpellier, dans l'Hérault. Elle a donné des officiers, un capitaine de cent hommes de pied et gouverneur du fort de Saint-Jean-de-Fos, au XVIIIe siècle un vicaire général du diocèse de Montpellier et un gouverneur de Lodève entre 1786 et 1788,.
Gustave Chaix d'Est-Ange écrit en 1904 que des généalogies, des manuscrits et des cartulaires du Moyen-Âge font mention d'un certain nombre de personnes du nom de Benoist dans les environs de Montpellier et de Béziers du XIIIe au XVe siècle, sans qu'ils puissent être reliés entre eux d'une façon précise ni que l'on puisse affirmer qu'ils appartenaient à la souche de la famille actuelle de ce nom.
Henri Jougla de Morenas dans son Grand Armorial de France (1938) et Régis Valette dans son Catalogue de la noblesse française (2007), comme Louis de La Roque et Gustave Chaix d'Est-Ange avant eux, ne reprennent pas les filiations données avant eux par Saint-Allais et Lainé et donnent une filiation suivie de cette famille à partir de Jean de Benoist (qui teste en 1557), écuyer, seigneur de la Cisternette, marié à Jeanne d'Amat, premier auteur de la filiation suivie donnée en 1669 par cette famille pour être maintenue noble,.
Le 20 décembre 1669, cette famille obtient un jugement de maintenue de noblesse sur une filiation prouvée remontant à 1557, avec Jean de Benoist, seigneur de la Cisternette qui, dans son testament du 24 décembre 1557, mentionne son père André dit Le capitaine Benoist. Ce Jean de Benoit, premier auteur de la filiation suivie, épouse Anne d'Amat, puis Philippine de Régis, et eut de son premier mariage André de Benoist, seigneur de la Cisternette, marié en 1554 à Anne Durand et qui continue la lignée. Son descendant, Charles de Benoist, seigneur de la Cisternette, épouse en 1623 Isabeau de Peyran, héritière de la seigneurie de la Prunarède. Leur descendance ajoute à son patronyme le nom de la Prunarède.

## Filiation
- Jean de Benoist (teste en 1557), écuyer, seigneur de la Cisternette, marié à Jeanne d'Amat.
  - André de Benoist, écuyer, seigneur de la Cisternette, marié en 1554 à Anne Durand.
    - Jean de Benoist, écuyer, seigneur de la Cisternette, gouverneur du Fort Saint-Jean, capitaine de 100 hommes à pied, marié en 1593 à Jacquette de Ginestous.
      - Charles de Benoist, écuyer, seigneur de la Cisternette, marié en 1623 à Isabeau de Peyran, dame de la Prunarède.
        - Henri de Benoist, écuyer, seigneur de la Cisternette et de la Prunarède, maintenu dans sa noblesse en 1669, marié en 1661 Gabrielle de la Treille
          - Gabriel de Benoist de la Prunarède, major au Régiment de Noailles, marié en 1716 Catherine de la Treille de Fosières.
            - Jean-Gabriel de Benoist de la Prunarède, chevalier de Saint-Louis, marié en 1772 Marie-Gabrielle de Maupoint.
              - Nestor de Benoist de la Prunarède (1781-1860), marié en 1829 à Jeanne Frédérique Athénais Pandin de Saint-Hippolyte.
                - Joseph-Henri de Benoist de la Prunarède (1833-1897), marié en 1864 Alice de Saubert de Larcy, d`où postérité agnatique.

## Châteaux et demeures
- Hôtel de Benoît de la Prunarède, à Lodève (Hérault)[5]

## Armes & devise
- Armes : d'azur à trois bandes d'or[6],[7].
  - alias : d'azur à trois bandes d'or, au chef cousu de gueules chargé de trois croissants d'argent; d'or à un lion de gueules armé et lampassé de sable, qui est de Benoist ; au II, d'or au prunier de sinople, au chef d'azur chargé de trois étoiles d'or, qui est de Peiran de la Prunarède[7].
- Couronne de marquis[7]
- Devise : « Voca me cum benedictis »[7], qui signifie « appelez moi parmi les bienheureux »[8].

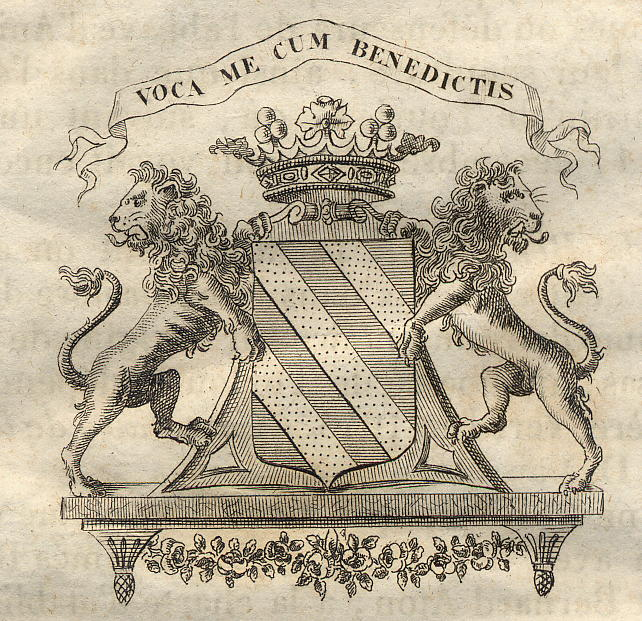
Armes de la famille.